# Óspakur Glúmsson
Óspakur skogarmaður Glúmsson (apodado el Proscrito, n. 1035) fue un vikingo de Túnga en Islandia que aparece como uno de los personajes principales en la saga de Bandamanna, donde se detallan sus diferencias con el rico bóndi Oddr Ófeigsson. Era hijo de Gamli Óspaksson. También aparece en la saga de Grettir.